# A Guy, a Gal and a Pal
A Guy, a Gal and a Pal is een Amerikaanse filmkomedie uit 1945 onder regie van Budd Boetticher.

## Verhaal
Jimmy Jones is verliefd op de jonge Helen Carter. De 10-jarige Butch is hun gemeenschappelijke vriend. Helen staat voor een verscheurende keuze. Ze moet kiezen of ze trouwt met Jimmy of met de rijke Granville Breckenridge.

## Rolverdeling
| Acteur        | Personage              |
| ------------- | ---------------------- |
| Ross Hunter   | Jimmy Jones            |
| Lynn Merrick  | Helen Carter           |
| Ted Donaldson | Butch                  |
| George Meeker | Granville Breckenridge |
| Jack Norton   | Norton                 |
| Will Stanton  | Barclay                |